# Turowiec (gromada)
Turowiec – dawna gromada, czyli najmniejsza jednostka podziału terytorialnego Polskiej Rzeczypospolitej Ludowej w latach 1954–1972.
Gromady, z gromadzkimi radami narodowymi (GRN) jako organami władzy najniższego stopnia na wsi, funkcjonowały od reformy reorganizującej administrację wiejską przeprowadzonej jesienią 1954 do momentu ich zniesienia z dniem 1 stycznia 1973, tym samym wypierając organizację gminną w latach 1954–1972.
Gromadę Turowiec z siedzibą GRN w Turowcu utworzono 1 stycznia 1958 w powiecie chełmskim w woj. lubelskim z obszaru zniesionej gromady Putnowice oraz obszarów wsi Turowiec i Krasne, wyłączonych ze znoszonej gromady Huta w tymże powiecie.
1 stycznia 1960 z gromady Turowiec wyłączono miejscowości Maziarnia kol., Brzeźniak kol. i Cztery Słupy kol., włączając ich obszar do gromady Żmudź w tymże powiecie; do gromady Turowiec włączono natomiast wieś Wygnańce oraz kolonie Sarniak i Poniatówka ze zniesionej gromady Sarniak w tymże powiecie.
1 stycznia 1962 gromadę zniesiono, włączając jej obszar do gromad Leśniowice (kolonia Poniatówka, kolonia Sarniak i wieś Wygnańce) i Wojsławice (wsie Krasne, Turowiec, Putnowice Dolne, Putnowice Wielkie i Wólka Putnowicka oraz kolonię Putnowice) w tymże powiecie.